# Liste von verfilmten Werken William Shakespeares
Mit über 420 mehr oder weniger textnahen Filmadaptionen seiner Werke ist der englische Dichter und Dramatiker William Shakespeare der meistverfilmte Autor der Geschichte. Von seinen zahlreichen Bühnenstücken wurden wiederum die Tragödien am häufigsten filmisch umgesetzt, wobei Hamlet mit über 75 Versionen an erster Stelle und Romeo und Julia mit mehr als fünfzig Verfilmungen an zweiter Stelle steht.
Ein -Symbol neben dem Filmtitel weist auf einen Fernsehfilm hin; das -Symbol steht für einen für den Heimvideomarkt produzierten Film.

## Tragödien
Die Trauerspiele Shakespeares, zu denen u. a. die Stücke Romeo und Julia, Hamlet, Prinz von Dänemark und Othello, der Mohr von Venedig zählen, gehören zu den bekanntesten Werken des englischen Dichters. Fünf, und damit annähernd die Hälfte aller ihm zugeschriebenen Tragödien, wurden erst sieben Jahre nach dem Tode des Autors, im Jahre 1623 in der ersten Gesamtausgabe veröffentlicht: Macbeth, Julius Cäsar, Coriolanus, Timon von Athen und Antonius und Cleopatra.

### Antonius und Cleopatra
| Jahr | Filmtitel               | Produktionsland                           | Regisseur                           | Darsteller                                                                                               | Anmerkungen |
| ---- | ----------------------- | ----------------------------------------- | ----------------------------------- | --- | --- |
| 1908 | Antony and Cleopatra    | Vereinigte Staaten                        | James Stuart Blackton, Charles Kent | | |
| 1913 | Marcantonio e Cleopatra | Italien                                   | Enrico Guazzoni                     | Amleto Novelli (Antonius), Gianna Terribili-Gonzales (Kleopatra), Ignazio Lupi (Oktavian)                | |
| 1972 | Antonius und Cleopatra  | Vereinigtes Königreich Schweiz Spanien    | Charlton Heston                     | Charlton Heston (Antonius), Hildegarde Neil (Kleopatra), Eric Porter (Enobarbus), John Castle (Oktavian) | Heston spielte den Marcus Antonius in insgesamt drei Shakespeare-Verfilmungen, zwei davon in Verfilmungen von Julius Cäsar (1950 und 1970). |
| 1981 | Antony and Cleopatra    | Vereinigtes Königreich Vereinigte Staaten | Jonathan Miller                     | Colin Blakely (Antonius), Jane Lapotaire (Kleopatra), Emrys James (Enobarbus), Ian Charleson (Oktavian)  | Film der BBC-Television-Shakespeare-Reihe (1978 bis 1985).                                                                                  |
| 2018 | Antony and Cleopatra    | Vereinigtes Königreich                    | Simon Godwin Tony Grech-Smith       | Ralph Fiennes (Antonius) Sophie Okonedo (Cleopatra)                                                      | National Theatre Live; National Theatre stage production, live from Olivier Theatre                                                         |

### Coriolanus
| Jahr | Filmtitel                 | Produktionsland                           | Regisseur        | Darsteller                                                                        | Anmerkungen |
| ---- | ------------------------- | ----------------------------------------- | ---------------- | --------------------------------------------------------------------------------- | --- |
| 1979 | Coriolanus                | Vereinigte Staaten                        | Wilford Leach    | Morgan Freeman (Coriolanus), Earle Hyman (Cominius), CCH Pounder (Valeria)        | |
| 1984 | The Tragedy of Coriolanus | Vereinigtes Königreich Vereinigte Staaten | Elijah Moshinsky | Alan Howard (Coriolanus), Patrick Godfrey (Cominius), Joss Ackland (Menenius)     | Regisseur Elijah Moshinsky drehte fünf der insgesamt 37 Shakespeare-Verfilmungen der BBC-Television-Shakespeare-Reihe.                                                                                    |
| 2011 | Coriolanus                | Vereinigtes Königreich                    | Ralph Fiennes    | Ralph Fiennes (Coriolanus), Gerard Butler (Aufidius), Vanessa Redgrave (Volumnia) | Gerard Butler, dessen Schauspielkarriere 1996 mit einem Theaterauftritt in ebenjenem Stück begann, spielt in Fiennes’ Regiedebüt den Gegenspieler des Coriolanus. Die Dreharbeiten begannen im März 2010. |

### Hamlet
| Jahr | Filmtitel              | Produktionsland                                   | Regisseur                | Darsteller | Anmerkungen |
| ---- | ---------------------- | ------------------------------------------------- | ------------------------ | --- | --- |
| 1900 | Le duel d'Hamlet       | Frankreich                                        | Clement Maurice          | Sarah Bernhardt (Hamlet) | |
| 1907 | Hamlet                 | Frankreich                                        | Georges Méliès           | Georges Méliès (Hamlet) | |
| 1908 | Hamlet                 | Frankreich                                        | Henri Desfontaines       | Jacques Grétillat (Hamlet) | |
| 1909 | Hamlet                 | Frankreich                                        | Gérard Bourgeois         | Jean Mounet-Sully (Hamlet) | |
| 1910 | Hamlet                 | Vereinigtes Königreich                            | William George Barker    | Charles Raymond (Hamlet) | |
| 1910 | Amleto                 | Italien                                           | Mario Caserini           | Dante Cappelli (Hamlet) | |
| 1910 | Hamlet                 | Dänemark                                          | August Blom              | Alwin Neuß (Hamlet), Emilie Sannom (Ophelia), Aage Hertel (Claudius), Ella La Cour (Gertrude), Einar Zangenberg (Laertes), Oscar Langkilde (Horatio) | |
| 1913 | Hamlet                 | Vereinigtes Königreich                            | Edward Hay Plumb         | Johnston Forbes-Robertson (Hamlet), Gertrude Elliot (Ophelia)                                                                                        | |
| 1917 | Amleto                 | Italien                                           | Eleuterio Rodolfi        | Ruggero Ruggeri (Hamlet), Helena Makowska (Ophelia)                                                                                                  | |
| 1921 | Hamlet                 | Deutsches Reich                                   | Svend Gade, Heinz Schall | Asta Nielsen (Hamlet), Eduard v. Winterstein (Claudius), Hans Junkermann (Polonius)                                                                  | Stummfilm; Prinz Hamlet wird von einer Frau, der Dänin Asta Nielsen, gespielt. |
| 1935 | Khoon Ka Khoon         | Britisch-Indien                                   | Sohrab Modi              | Sohrab Modi (Hamlet), Naseem Banu (Ophelia), Shamshadbai (Gertrude)                                                                                  | Urdu-Adaption Hamlets von Mehdi Ahsan |
| 1948 | Hamlet                 | Vereinigtes Königreich                            | Laurence Olivier         | Laurence Olivier (Hamlet), Basil Sydney (Claudius), Jean Simmons (Ophelia)                                                                           | Es wurde auf die Rollen von Rosenkranz, Güldenstern und Fortinbras verzichtet; wurde 1949 als „Bester Film“ mit dem Oscar ausgezeichnet.                                                  |
| 1960 | Hono-o no shiro        | Japan                                             | Tai Kato                 | Hashizo Okawa (Hamlet) | Japanische Hamlet-Verfilmung der Toei Company, welche die Handlung des Stücks in das feudale Japan verlegt.                                                                               |
| 1960 | Der Rest ist Schweigen | BR Deutschland                                    | Helmut Käutner           | Hardy Krüger (John H. Claudius), Peter van Eyck (Paul Claudius), Ingrid Andree (Fee von Pohl)                                                        | Modernisierung des Hamlet-Stoffs als politisches Drama, angesiedelt im Nachkriegsdeutschland der 1950er Jahre.                                                                            |
| 1964 | Hamlet                 | Sowjetunion                                       | Grigori Kosinzew         | Innokenti Smoktunowski (Hamlet), Michail Naswanow (Claudius), Anastasia Wertinskaja (Ophelia)                                                        | Im In- und Ausland ausgezeichneter Film; das Drehbuch basiert auf der von Boris Pasternak besorgten russischen Übersetzung des Stückes, die Filmmusik komponierte Dmitri Schostakowitsch. |
| 1964 | Hamlet                 | Vereinigte Staaten                                | John Gielgud             | Richard Burton (Hamlet), Alfred Drake (Claudius), Linda Marsh (Ophelia)                                                                              | |
| 1969 | Hamlet                 | Vereinigte Staaten                                | Tony Richardson          | Nicol Williamson (Hamlet), Anthony Hopkins (Claudius), Marianne Faithfull (Ophelia)                                                                  | |
| 1976 | Hamlet                 | Vereinigtes Königreich                            | Celestino Coronado       | Tony Meyer (Hamlet), Helen Mirren (Ophelia/Gertrude), Barry Stanton (Claudius), Quentin Crisp (Polonius)                                             | Der Film hat eine Länge von nur 65 Minuten und ist betont surreal geprägt. |
| 1980 | Hamlet                 | Vereinigtes Königreich Vereinigte Staaten         | Rodney Bennett           | Derek Jacobi (Hamlet), Patrick Stewart (Claudius), Lalla Ward (Ophelia)                                                                              | Film der BBC-Television-Shakespeare-Reihe (1978 bis 1985). |
| 1987 | Hamlet goes Business   | Finnland                                          | Aki Kaurismäki           | Pirkka-Pekka Petelius (Hamlet), Esko Salminen (Klaus, d. i. Claudius), Kati Outinen (Ophelia), Esko Nikkari (Polonius)                               | Die Handlung wurde ins Finnland des 20. Jahrhunderts versetzt. Die dänische Königsfamilie erscheint in Kaurismäkis Adaption als finnische Industriellen-Dynastie.                         |
| 1990 | Hamlet                 | Vereinigte Staaten Vereinigtes Königreich Italien | Franco Zeffirelli        | Mel Gibson (Hamlet), Alan Bates (Claudius), Glenn Close (Gertrude), Ian Holm (Polonius)                                                              | Die Dialoge wurden, wie schon in Zeffirellis Romeo und Julia, unverändert übernommen. |
| 1996 | Hamlet                 | Vereinigtes Königreich                            | Kenneth Branagh          | Kenneth Branagh (Hamlet), Derek Jacobi (Claudius), Kate Winslet (Ophelia)                                                                            | Mit einer Laufzeit von mehr als 240 Minuten die vollständigste Hamlet-Verfilmung. |
| 2000 | Hamlet                 | Vereinigte Staaten                                | Michael Almereyda        | Ethan Hawke (Hamlet), Kyle MacLachlan (Claudius), Diane Venora (Gertrude), Bill Murray (Polonius)                                                    | Die Handlung wurde ins New York des 20./21. Jahrhunderts projiziert (u. a. wurde aus dem Königreich Dänemark die Denmark Corporation).                                                    |
| 2009 | Hamlet                 | Vereinigtes Königreich                            | Gregory Doran            | David Tennant (Hamlet), Patrick Stewart (Claudius), Penny Downie (Gertrude), Oliver Ford Davies (Polonius)                                           | Es handelt sich um die filmische Umsetzung der RSC-Bühneninszenierung des Stücks am Royal Shakespeare Theatre im Vorjahr.                                                                 |
| 2018 | Ophelia                | Vereinigte Staaten Vereinigtes Königreich         | Claire McCarthy          | Daisy Ridley (Ophelia), Naomi Watts (Gertrude), Clive Owen (Claudius), George MacKay (Hamlet)                                                        | Feministische Reinterpretation. |

### Julius Caesar
| Jahr | Filmtitel     | Produktionsland                           | Regisseur                                | Darsteller                                                                                                  | Anmerkungen                                                |
| ---- | ------------- | ----------------------------------------- | ---------------------------------------- | --- | ---------------------------------------------------------- |
| 1908 | Julius Caesar | Vereinigte Staaten                        | James Stuart Blackton, William V. Ranous | Charles Kent (Julius Cäsar), Earle Williams (Brutus), William V. Ranous (Cassius)                           |                                                            |
| 1950 | Julius Caesar | Vereinigte Staaten                        | David Bradley                            | Harold Tasker (Julius Cäsar), Charlton Heston (Antonius), David Bradley (Brutus), Grosvenor Glenn (Cassius) |                                                            |
| 1953 | Julius Caesar | Vereinigte Staaten                        | Joseph L. Mankiewicz                     | Louis Calhern (Julius Cäsar), Marlon Brando (Antonius), James Mason (Brutus), John Gielgud (Cassius)        |                                                            |
| 1970 | Julius Caesar | Vereinigtes Königreich                    | Stuart Burge                             | John Gielgud (Julius Caesar), Charlton Heston (Antonius), Jason Robards (Brutus), Richard Johnson (Cassius) |                                                            |
| 1979 | Julius Caesar | Vereinigtes Königreich Vereinigte Staaten | Herbert Wise                             | Charles Gray (Julius Caesar), Keith Michell (Antonius), Richard Pasco (Brutus), David Collings (Cassius)    | Film der BBC-Television-Shakespeare-Reihe (1978 bis 1985). |

### König Lear
| Jahr | Filmtitel        | Produktionsland                           | Regisseur                                | Darsteller | Anmerkungen |
| ---- | ---------------- | ----------------------------------------- | ---------------------------------------- | --- | --- |
| 1909 | King Lear        | Vereinigte Staaten                        | James Stuart Blackton, William V. Ranous | William V. Ranous (König Lear) | |
| 1910 | Re Lear          | Italien                                   | Gerolamo Lo Savio                        | Ermete Novelli (König Lear) Francesca Bertini (Cordelia)                                                                                      | |
| 1969 | König Lear       | Sowjetunion                               | Grigori Kosinzew                         | Jüri Järvet (König Lear), Elza Radzina (Goneril), Galina Woltschek (Regan), Valentina Schendrikowa (Cordelia)                                 | Boris Pasternak übersetzte das Shakespeare-Stück (wie auch Hamlet und Macbeth) ins Russische und lieferte damit die Vorlage fürs Drehbuch; Dmitri Schostakowitsch komponierte die Filmmusik. |
| 1971 | König Lear       | Vereinigtes Königreich Dänemark           | Peter Brook                              | Paul Scofield (König Lear), Irene Worth (Goneril), Susan Engel (Regan), Anne-Lise Gabold (Cordelia)                                           | |
| 1982 | King Lear        | Vereinigtes Königreich Vereinigte Staaten | Jonathan Miller                          | Michael Hordern (König Lear), Gillian Barge (Goneril), Penelope Wilton (Regan), Brenda Blethyn (Cordelia)                                     | Regisseur Jonathan Miller drehte sechs und damit neben Jane Howell die meisten der 37 Shakespeare-Verfilmungen der BBC-Television-Shakespeare-Reihe.                                         |
| 1983 | King Lear        | Vereinigtes Königreich                    | Michael Elliott                          | Laurence Olivier (König Lear), Dorothy Tutin (Goneril), Diana Rigg (Regan), Anna Calder-Marshall (Cordelia)                                   | |
| 1985 | Ran              | Japan                                     | Akira Kurosawa                           | Tatsuya Nakadai (Hidetora Ichimonji, d. i. König Lear)                                                                                        | Die Handlung wurde ins Japan des 16. Jahrhunderts versetzt; laut Kurosawa handelt es sich um keine direkte Adaption des Lear, aber es wurden viele Elemente übernommen.                      |
| 2002 | King of Texas    | Vereinigte Staaten                        | Uli Edel                                 | Patrick Stewart (Lear), Marcia Gay Harden (Susannah, d. i. Goneril), Lauren Holly (Rebecca, d. i. Regan), Julie Cox (Claudia, d. i. Cordelia) | Die Handlung wurde ins Texas des 19. Jahrhunderts versetzt; Lear erscheint als Großgrundbesitzer.                                                                                            |
| 2018 | King Lear (2018) | Vereinigtes Königreich Vereinigte Staaten | Richard Eyre                             | Anthony Hopkins (Lear), Emma Thompson (Goneril), Emily Watson (Regan)                                                                         | Der Film spielt im 21. Jahrhundert in einer totalitär regierten Parallelwelt. |

### Macbeth
| Jahr | Filmtitel                             | Produktionsland                                      | Regisseur             | Darsteller | Anmerkungen |
| ---- | ------------------------------------- | ---------------------------------------------------- | --------------------- | --- | --- |
| 1908 | Macbeth                               | Vereinigte Staaten                                   | James Stuart Blackton | William V. Ranous (Macbeth), Louise Carver (Lady Macbeth), Paul Panzer (Macduff), Charles Kent (Duncan)                                                                   | |
| 1909 | Macbeth                               | Frankreich                                           | André Calmettes       | Paul Mounet (Macbeth), Jeanne Delvair (Lady Macbeth) | |
| 1909 | Macbeth                               | Italien                                              | Mario Caserini        | Dante Capelli (Macbeth), Maria Caserini (Lady Macbeth) | |
| 1913 | Macbeth                               | Deutschland                                          | Arthur Bourchier      | Arthur Bourchier (Macbeth), Violet Vanbrugh (Lady Macbeth) | |
| 1916 | Macbeth                               | Vereinigte Staaten                                   | John Emerson          | Herbert Beerbohm Tree (Macbeth), Constance Collier (Lady Macbeth), Wilfred Lucas (Macduff), Spottiswoode Aitken (Duncan), Ralph Lewis (Banquo), Mary Alden (Lady Macduff) | |
| 1948 | Macbeth - Der Königsmörder            | Vereinigte Staaten                                   | Orson Welles          | Orson Welles (Macbeth), Jeanette Nolan (Lady Macbeth), Dan O’Herlihy (Macduff)                                                                                            | |
| 1957 | Das Schloss im Spinnwebwald           | Japan                                                | Akira Kurosawa        | Toshirō Mifune (Taketori Washizu, d. i. Macbeth), Isuzu Yamada (Asaji, d. i. Lady Macbeth)                                                                                | Die Handlung wurde ins mittelalterliche Japan versetzt. Die Figur des Macduff entfällt.                           |
| 1971 | Macbeth                               | Vereinigte Staaten Vereinigtes Königreich            | Roman Polański        | Jon Finch (Macbeth), Francesca Annis (Lady Macbeth), Terence Bayler (Macduff)                                                                                             | Macbeth und seine Frau werden in Polańskis Version, entgegen der Tradition, von sehr jungen Darstellern gespielt. |
| 1971 | Macbeth - Oper von Rosa von Praunheim | Deutschland                                          | Rosa von Praunheim    | Magdalena Montezuma (Lady Macbeth), Volker Eschke (Macbeth), Rainer Kranich, Steven Adamczewski                                                                           | Der Avantgardefilm wurde u. a. 1972 im Rahmen der Documenta 5 in Kassel aufgeführt.                               |
| 1983 | Macbeth                               | Vereinigtes Königreich Vereinigte Staaten            | Jack Gold             | Nicol Williamson (Macbeth), Jane Lapotaire (Lady Macbeth), Tony Doyle (Macduff)                                                                                           | Film der BBC-Television-Shakespeare-Reihe (1978 bis 1985).                                                        |
| 1987 | Macbeth                               | Frankreich BR Deutschland                            | Claude d'Anna         | Shirley Verrett (Lady Macbeth), Leo Nucci (Macbeth) | Inszenierung des Teatro Comunale Bologna                                                                          |
| 2003 | Maqbool                               | Indien                                               | Vishal Bharadwaj      | Irrfan Khan (Maqbool, d. i. Macbeth), Tabu (Nimmi, d. i. Lady Macbeth), Ankur Vikal (Riyaz Boti, d. i. Macduff)                                                           | Ins heutige Indien verlegte Macbeth-Adaption. Maqbool (d. i. Macbeth) erscheint als Mumbaier Mafiaboss.           |
| 2006 | Macbeth                               | Australien                                           | Geoffrey Wright       | Sam Worthington (Macbeth), Victoria Hill (Lady Macbeth) | Eine moderne Adaption in der Originalsprache, örtlich versetzt in das australische Melbourne der Gegenwart.       |
| 2015 | Macbeth                               | Vereinigtes Königreich Vereinigte Staaten Frankreich | Justin Kurzel         | Michael Fassbender (Macbeth), Marion Cotillard (Lady Macbeth) | |
| 2021 | Macbeth                               | Vereinigte Staaten                                   | Joel Coen             | Denzel Washington (Macbeth), Frances McDormand (Lady Macbeth) | |

### Othello
| Jahr | Filmtitel                         | Produktionsland                                  | Regisseur           | Darsteller | Anmerkungen |
| ---- | --------------------------------- | ------------------------------------------------ | ------------------- | --- | --- |
| 1908 | Othello                           | Vereinigte Staaten                               | William V. Ranous   | William V. Ranous (Othello), Julia Swayne Gordon (Desdemona), Hector Dion (Jago), Paul Panzer (Cassio), John G. Adolfi (Roderigo)         | |
| 1922 | Othello                           | Deutschland                                      | Dimitri Buchowetzki | Emil Jannings (Othello), Ica von Lenkeffy (Desdemona), Werner Krauß (Jago)                                                                | |
| 1952 | Orson Welles’ Othello             | Vereinigte Staaten Italien Frankreich Marokko    | Orson Welles        | Orson Welles (Othello), Suzanne Cloutier (Desdemona), Micheál MacLiammóir (Jago)                                                          | Der Mohr Othello wird vom dunkelgeschminkten Orson Welles gespielt, der überdies auch die Regie führte.                               |
| 1955 | Othello                           | Sowjetunion                                      | Sergei Jutkewitsch  | Sergei Bondartschuk (Othello), Irina Skobzewa (Desdemona), Andrei Popow (Jago)                                                            | |
| 1965 | Othello                           | Vereinigtes Königreich                           | Stuart Burge        | Laurence Olivier (Othello), Maggie Smith (Desdemona), Frank Finlay (Jago)                                                                 | |
| 1968 | Othello                           | BR Deutschland                                   | Franz Peter Wirth   | Wolfgang Reichmann (Othello), Heidelinde Weis (Desdemona)                                                                                 | |
| 1969 | Othello                           | BR Deutschland                                   | Georg F. Mielke     | | Drehbuch von Walter Felsenstein. |
| 1981 | Othello                           | Vereinigtes Königreich                           | Jonathan Miller     | Anthony Hopkins (Othello), Penelope Wilton (Desdemona), Bob Hoskins (Jago)                                                                | Film der BBC-Television-Shakespeare-Reihe (1978 bis 1985).                                                                            |
| 1986 | Otello                            | Italien Vereinigte Staaten                       | Franco Zeffirelli   | Plácido Domingo (Othello), Katia Ricciarelli (Desdemona), Justino Díaz (Jago)                                                             | Filmadaption der gleichnamigen Oper von Giuseppe Verdi, welche auf Shakespeares Trauerspiel basiert und 1887 uraufgeführt wurde.      |
| 1990 | Othello                           | Vereinigtes Königreich                           | Trevor Nunn         | Willard White (Othello), Imogen Stubbs (Desdemona), Ian McKellen (Jago)                                                                   | |
| 1995 | Othello                           | Vereinigte Staaten Vereinigtes Königreich        | Oliver Parker       | Laurence Fishburne (Othello), Irène Jacob (Desdemona), Kenneth Branagh (Jago)                                                             | |
| 2001 | Othello                           | Vereinigtes Königreich Vereinigte Staaten Kanada | Geoffrey Sax        | Eamonn Walker (John Othello, d. i. Othello), Keeley Hawes (Dessie Brabant, d. i. Desdemona), Christopher Eccleston (Ben Jago, d. i. Jago) | |
| 2001 | O – Vertrauen, Verführung, Verrat | Vereinigte Staaten                               | Tim Blake Nelson    | Mekhi Phifer (Odin James, d. i. Othello), Julia Stiles (Desi Brable, d. i. Desdemona), Josh Hartnett (Hugo Goulding, d. i. Jago)          | Moderne Variation des Stückes: Der Film spielt im Jahre 2000, an einer Highschool in den Südstaaten der USA; Namen wurden abgeändert. |
| 2006 | Omkara                            | Indien                                           | Vishal Bharadwaj    | Ajay Devgan (Omkara, d. i. Othello), Kareena Kapoor (Dolly, d. i. Desdemona), Saif Ali Khan (Ishwar 'Langda' Tyagi, d. i. Jago)           | Moderne Variation des Stückes: Der Film spielt in einem Gangstermilieu im heutigen Indien; Namen wurden abgeändert.                   |

### Romeo und Julia
| Jahr | Filmtitel        | Produktionsland                | Regisseur                | Darsteller                                                              | Anmerkungen |
| ---- | ---------------- | ------------------------------ | ------------------------ | ----------------------------------------------------------------------- | --- |
| 1908 | Romeo and Juliet | Vereinigte Staaten             | James Stuart Blackton    | Paul Panzer (Romeo), Florence Lawrence (Julia)                          | |
| 1912 | Romeo und Julia  | Italien                        | Ugo Falena               | Gustavo Serena (Romeo), Francesca Bertini (Julia)                       | |
| 1936 | Romeo und Julia  | Vereinigte Staaten             | George Cukor             | Leslie Howard (Romeo), Norma Shearer (Julia), John Barrymore (Mercutio) | Romeo-Darsteller Howard und Julia-Darstellerin Shearer waren z. Z. der Dreharbeiten bereits über 40 bzw. 30 Jahre alt und damit deutlich älter als das Liebespaar in der Dramenvorlage. |
| 1954 | Romeo und Julia  | Vereinigtes Königreich Italien | Renato Castellani        | Laurence Harvey (Romeo), Susan Shentall (Julia)                         | |
| 1955 | Romeo und Julia  | Sowjetunion                    | Leo Oskarowitsch Arnstam | Yuri Zhdanov (Romeo), Galina Ulanowa (Julia)                            | |
| 1968 | Romeo und Julia  | Vereinigtes Königreich Italien | Franco Zeffirelli        | Leonard Whiting (Romeo), Olivia Hussey (Julia)                          | Vielfach ausgezeichneter Film: erhielt u. a. 1969 den Oscar für die „Beste Kamera“ und das „Beste Kostümdesign“.                                                                        |
| 1978 | Romeo and Juliet | Vereinigtes Königreich         | Alvin Rakoff             | Patrick Ryecart (Romeo), Rebecca Saire (Julia)                          | Die erste Shakespeare-Verfilmung des 37-teiligen BBC-Television-Shakespeare-Projekts; Julia wird von der damals 14-jährigen Jungdarstellerin Rebecca Saire gespielt.                    |
| 1996 | Romeo + Julia    | Vereinigte Staaten             | Baz Luhrmann             | Leonardo DiCaprio (Romeo), Claire Danes (Julia)                         | Die Handlung wurde in die Gegenwart (20./21. Jahrhundert) verlagert und mit Popkultur-Elementen angereichert.                                                                           |

### Timon von Athen
| Jahr | Filmtitel       | Produktionsland        | Regisseur       | Darsteller                                                                    | Anmerkungen                                                |
| ---- | --------------- | ---------------------- | --------------- | ----------------------------------------------------------------------------- | ---------------------------------------------------------- |
| 1981 | Timon of Athens | Vereinigtes Königreich | Jonathan Miller | Jonathan Pryce (Timon), John Shrapnel (Alkibiades), Norman Rodway (Apemantus) | Film der BBC-Television-Shakespeare-Reihe (1978 bis 1985). |

### Titus Andronicus
| Jahr | Filmtitel        | Produktionsland            | Regisseur    | Darsteller                                                                                             | Anmerkungen |
| ---- | ---------------- | -------------------------- | ------------ | --- | --- |
| 1985 | Titus Andronicus | Vereinigtes Königreich     | Jane Howell  | Trevor Peacock (Titus), Eileen Atkins (Tamora), Michael Crompton (Chiron), Neil McCaul (Demetrius)     | Der letzte Film der, 1978 mit einer Romeo-und-Julia-Verfilmung begonnenen, 37-teiligen Shakespeare-Fernsehreihe der BBC. |
| 1999 | Titus            | Vereinigte Staaten Italien | Julie Taymor | Anthony Hopkins (Titus), Jessica Lange (Tamora), Jonathan R. Meyers (Chiron), Matthew Rhys (Demetrius) | |

## Komödien
Komödien nehmen einen Großteil des shakespeareschen Werks ein. Zu ihnen zählen neben Stücken wie Der Kaufmann von Venedig, Viel Lärm um nichts und Ein Sommernachtstraum auch schwerer zu klassifizierende, zum Teil tragische Dramen (sog. Problemstücke) wie z. B. Troilus und Cressida und Ende gut, alles gut. Die dritte Kategorie innerhalb der Komödien Shakespeares bilden die Romanzen (u. a. die Spätwerke Cymbeline und Der Sturm).

### Cymbeline
| Jahr | Filmtitel | Produktionsland        | Regisseur        | Darsteller | Anmerkungen |
| ---- | --------- | ---------------------- | ---------------- | --- | ----------- |
| 1913 | Cymbeline | Vereinigte Staaten     | Lucius Henderson | Florence La Badie (Imogen), James Cruze (Leonatus), William Garwood (Iachimo), William Russell (König Cymbeline)              |             |
| 1925 | Cymbeline | Deutschland            | Ludwig Berger    | |             |
| 1982 | Cymbeline | Vereinigtes Königreich | Elijah Moshinsky | Richard Johnson (Cymbeline), Claire Bloom (Königin), Helen Mirren (Imogen), Robert Lindsay (Iachimo), Hugh Thomas (Cornelius) |             |
| 2000 | Cymbelin  | Deutschland            | Dieter Dorn      | Irene Clarin (Königin), Sunnyi Melles, Gisela Stein                                                                           |             |

### Der Kaufmann von Venedig
| Jahr | Filmtitel                | Produktionsland                                             | Regisseur                    | Darsteller                                                                            | Anmerkungen |
| ---- | ------------------------ | ----------------------------------------------------------- | ---------------------------- | ------------------------------------------------------------------------------------- | --- |
| 1908 | The Merchant of Venice   | Vereinigte Staaten                                          | James Stuart Blackton        | Julia Swayne Gordon (Portia), William V. Ranous (Shylock), Florence Turner (Jessica)  | |
| 1911 | Il Mercante di Venezia   | Italien                                                     | Gerolamo Lo Savio            | Ermete Novelli (Shylock), Francesca Bertini (Jessica), Olga Giannini Novelli (Portia) | |
| 1914 | Der Kaufmann von Venedig | Vereinigte Staaten                                          | Phillips Smalley, Lois Weber | Phillips Smalley (Shylock), Lois Weber (Antonio), Douglas Gerrard (Bassanio)          | Stummfilm; erster Langspielfilm der Filmgeschichte, bei dem eine Frau Regie führte.                                         |
| 1923 | Der Kaufmann von Venedig | Deutsches Reich                                             | Peter Paul Felner            | Werner Krauß (Shylock), Carl Ebert (Antonio), Harry Liedtke (Bassanio)                | |
| 1980 | The Merchant of Venice   | Vereinigtes Königreich                                      | Jack Gold                    | Warren Mitchell (Shylock), John Franklyn-Robbins (Antonio), John Nettles (Bassanio)   | Für die BBC-Television-Shakespeare-Reihe drehte Jack Gold neben The Merchant of Venice auch eine Macbeth-Verfilmung (1983). |
| 2004 | Der Kaufmann von Venedig | Vereinigte Staaten Italien Luxemburg Vereinigtes Königreich | Michael Radford              | Al Pacino (Shylock), Jeremy Irons (Antonio), Joseph Fiennes (Bassanio)                | |

### Die Komödie der Irrungen
| Jahr | Filmtitel            | Produktionsland                           | Regisseur            | Darsteller | Anmerkungen                                                |
| ---- | -------------------- | ----------------------------------------- | -------------------- | --- | ---------------------------------------------------------- |
| 1965 | Komödie der Irrungen | BR Deutschland                            | Hans-Dieter Schwarze | Claus Biederstaedt (Antipholus v. S.), Erik Schumann (Antipholus v. E.), Manfred Lichtenfeld (Dromio v. S.), Klaus Schwarzkopf (Dromio v. E.) |                                                            |
| 1983 | The Comedy of Errors | Vereinigtes Königreich Vereinigte Staaten | James Cellan Jones   | Cyril Cusack (Ägeon), Michael Kitchen (Antipholus-Brüder), Roger Daltrey (Dromio-Brüder)                                                      | Film der BBC-Television-Shakespeare-Reihe (1978 bis 1985). |

### Die lustigen Weiber von Windsor
| Jahr | Filmtitel                       | Produktionsland                 | Regisseur        | Darsteller                                                                         | Anmerkungen                                                                                                 |
| ---- | ------------------------------- | ------------------------------- | ---------------- | ---------------------------------------------------------------------------------- | --- |
| 1950 | Die lustigen Weiber von Windsor | Deutsche Demokratische Republik | Georg Wildhagen  | Paul Esser (Falstaff), Sonja Ziemann (Frau Fluth), Camilla Spira (Frau Page)       | Musikfilm nach Shakespeares Lustspiel Die lustigen Weiber von Windsor und Otto Nicolais gleichnamiger Oper. |
| 1982 | The Merry Wives of Windsor      | Vereinigtes Königreich          | David Hugh Jones | Richard Griffiths (Falstaff), Judy Davis (Frau Fluth), Prunella Scales (Frau Page) | Film der BBC-Television-Shakespeare-Reihe (1978 bis 1985).                                                  |

### Der Sturm
| Jahr | Filmtitel                           | Produktionsland        | Regisseur        | Darsteller | Anmerkungen |
| ---- | ----------------------------------- | ---------------------- | ---------------- | --- | --- |
| 1905 | The Tempest                         | Vereinigtes Königreich |                  | Basil Gill (Ferdinand), Lyn Harding (Antonio), Viola Tree (Ariel)                                                          | |
| 1908 | The Tempest                         | Vereinigtes Königreich | Percy Stow       | | |
| 1911 | The Tempest                         | Vereinigte Staaten     | Edwin Thanhouser | Ed Genung (Ferdinand), Florence La Badie (Miranda)                                                                         | |
| 1956 | Alarm im Weltall (Forbidden Planet) | Vereinigte Staaten     | Fred M. Wilcox   | Walter Pidgeon (Dr. Morbius), Anne Francis (Altaira Morbius), Leslie Nielsen (Kaptain Adams)                               | Eigenwillige Science-Fiction-Interpretation von Shakespeares „The Tempest“ |
| 1960 | Der Sturm                           | Vereinigte Staaten     | George Schaefer  | Maurice Evans (Prospero), Lee Remick (Miranda), Richard Burton (Caliban),                                                  | |
| 1979 | Der Sturm                           | Vereinigtes Königreich | Derek Jarman     | Heathcote Williams (Prospero), Toyah Willcox (Miranda), Jack Birkett (Caliban)                                             | |
| 1991 | Prosperos Bücher                    | Vereinigtes Königreich | Peter Greenaway  | John Gielgud (Prospero), Isabelle Pasco (Miranda), Michael Clark (Caliban)                                                 | Prospero-Darsteller John Gielgud plante die Verfilmung des Stoffes bereits in den 1960er Jahren (u. a. mit Orson Welles als Regisseur), die Finanzierung des Projekts scheiterte jedoch. |
| 2010 | The Tempest – Der Sturm             | Vereinigte Staaten     | Julie Taymor     | Helen Mirren (Prospera), Felicity Jones (Miranda), Djimon Hounsou (Caliban), Ben Whishaw (Ariel), Alfred Molina (Stephano) | |

### Der Widerspenstigen Zähmung
| Jahr | Filmtitel                   | Produktionsland            | Regisseur                          | Darsteller                                                                        | Anmerkungen |
| ---- | --------------------------- | -------------------------- | ---------------------------------- | --------------------------------------------------------------------------------- | --- |
| 1929 | Der Widerspenstigen Zähmung | Vereinigte Staaten         | Sam Taylor                         | Mary Pickford (Katharina), Douglas Fairbanks (Petruchio), Clyde Cook (Grumio)     | |
| 1967 | Der Widerspenstigen Zähmung | Vereinigte Staaten Italien | Franco Zeffirelli                  | Elizabeth Taylor (Katharina), Richard Burton (Petruchio), Michael York (Lucentio) | Die Dialoge Lucentios and Biancas wurden zugunsten der besseren Charakterisierung Katharinas and Petruchios gekürzt. |
| 1980 | Der gezähmte Widerspenstige | Italien                    | Franco Castellano, Giuseppe Moccia | Ornella Muti (Lisa Silvestri), Adriano Celentano (Elia Codogno)                   | |

### Ein Sommernachtstraum
| Jahr | Filmtitel                                                     | Produktionsland                                   | Regisseur                           | Darsteller | Anmerkungen |
| ---- | ------------------------------------------------------------- | ------------------------------------------------- | ----------------------------------- | --- | --- |
| 1909 | A Midsummer Night's Dream                                     | Vereinigte Staaten                                | Charles Kent, James Stuart Blackton | William V. Ranous (Niklaus Zettel), Florence Turner (Titania), Walter Ackerman (Demetrius), Maurice Costello (Lysander), Gladys Hulette (Puck), Dolores Costello (Fee), Helene Costello (Fee) | |
| 1925 | Ein Sommernachtstraum                                         | Deutsches Reich                                   | Hans Neumann                        | Werner Krauß (Niklaus Zettel), Theodor Becker (Theseus), Lori Leux (Titania), Charlotte Ander (Hermia)                                                                                        | |
| 1935 | Ein Sommernachtstraum                                         | Vereinigte Staaten                                | Max Reinhardt, William Dieterle     | James Cagney (Niklaus Zettel), Olivia de Havilland (Hermia), Mickey Rooney (Puck) | Der Film war aufgrund der deutsch-jüdischen Herkunft des Regisseurs Reinhardt und der Mendelssohn-Filmmusik in Nazi-Deutschland verboten. |
| 1968 | Ein Sommernachtstraum                                         | Vereinigtes Königreich                            | Peter Hall                          | Derek Godfrey (Theseus), Judi Dench (Titania), Helen Mirren (Hermia), Ian Holm (Puck) | |
| 1981 | A Midsummer Night's Dream                                     | Vereinigtes Königreich                            | Elijah Moshinsky                    | Brian Glover (Nicklaus Zettel), Nigel Davenport (Theseus), Helen Mirren (Titania), Phil Daniels (Puck)                                                                                        | Film der BBC-Television-Shakespeare-Reihe (1978 bis 1985).                                                                                |
| 1982 | Eine Sommernachts-Sexkomödie (A Midsummer Night's Sex Comedy) | Vereinigte Staaten                                | Woody Allen                         | Woody Allen (Andrew Hobbs), Mia Farrow (Ariel Weymouth), José Ferrer (Leopold Sturgis), Julie Hagerty (Dulcy)                                                                                 | |
| 1983 | Ein Sommernachtstraum                                         | Italien                                           | Gabriele Salvatores                 | Alberto Lionello (Theseus), Erika Blanc (Ippolita) | Rockmusical |
| 1996 | Ein Sommernachtstraum                                         | Vereinigtes Königreich                            | Adrian Noble                        | Alex Jennings (Theseus, Oberon), Lindsay Duncan (Titania, Hippolyta), Finbar Lynch (Puck), Kevin Doyle (Demetrius)                                                                            | |
| 1999 | Ein Sommernachtstraum                                         | Vereinigte Staaten Vereinigtes Königreich Italien | Michael Hoffman                     | Kevin Kline (Niklaus Zettel), Michelle Pfeiffer (Titania), Stanley Tucci (Puck) | |

### Ein Wintermärchen
| Jahr | Filmtitel         | Produktionsland        | Regisseur   | Darsteller                                                                          | Anmerkungen |
| ---- | ----------------- | ---------------------- | ----------- | ----------------------------------------------------------------------------------- | --- |
| 1981 | The Winter's Tale | Vereinigtes Königreich | Jane Howell | Jeremy Kemp (Leontes), Anna Calder-Marshall (Hermione), Robert Stephens (Polixenes) | Regisseurin Jane Howell drehte sechs und damit neben Jonathan Miller die meisten der 37 Shakespeare-Verfilmungen der BBC-Television-Shakespeare-Reihe. |

### Ende gut, alles gut
| Jahr | Filmtitel                 | Produktionsland        | Regisseur        | Darsteller                                                                         | Anmerkungen                                                |
| ---- | ------------------------- | ---------------------- | ---------------- | ---------------------------------------------------------------------------------- | ---------------------------------------------------------- |
| 1981 | All's Well That Ends Well | Vereinigtes Königreich | Elijah Moshinsky | Ian Charleson (Bertram), Angela Down (Helena), Donald Sinden (König v. Frankreich) | Film der BBC-Television-Shakespeare-Reihe (1978 bis 1985). |

### Maß für Maß
| Jahr | Filmtitel           | Produktionsland        | Regisseur     | Darsteller                                                                             | Anmerkungen                                                |
| ---- | ------------------- | ---------------------- | ------------- | -------------------------------------------------------------------------------------- | ---------------------------------------------------------- |
| 1958 | Maß für Maß         | BR Deutschland         | Ludwig Berger | Alexander Kerst (Herzog Vincentio), Herbert Tiede (Angelo), Ina Halley (Isabella)      |                                                            |
| 1979 | Measure for Measure | Vereinigtes Königreich | Desmond Davis | Kenneth Colley (Herzog Vincentio), Tim Pigott-Smith (Angelo), Kate Nelligan (Isabella) | Film der BBC-Television-Shakespeare-Reihe (1978 bis 1985). |

### Troilus und Cressida
| Jahr | Filmtitel            | Produktionsland        | Regisseur       | Darsteller                                                                 | Anmerkungen                                                |
| ---- | -------------------- | ---------------------- | --------------- | -------------------------------------------------------------------------- | ---------------------------------------------------------- |
| 1981 | Troilus and Cressida | Vereinigtes Königreich | Jonathan Miller | Anton Lesser (Troilus), Suzanne Burden (Cressida), Charles Gray (Pandarus) | Film der BBC-Television-Shakespeare-Reihe (1978 bis 1985). |

### Verlorene Liebesmüh
| Jahr | Filmtitel            | Produktionsland                                  | Regisseur        | Darsteller | Anmerkungen |
| ---- | -------------------- | ------------------------------------------------ | ---------------- | --- | --- |
| 1985 | Love's Labour's Lost | Vereinigtes Königreich                           | Elijah Moshinsky | Jonathan Kent (König Ferdinand v. Navarra), Maureen Lipman (Prinzessin v. Frankreich), Jenny Agutter (Rosaline)             | Film der BBC-Television-Shakespeare-Reihe (1978 bis 1985). |
| 2000 | Verlorene Liebesmüh’ | Vereinigte Staaten Vereinigtes Königreich Kanada | Kenneth Branagh  | Alessandro Nivola (König Ferdinand v. Navarra), Alicia Silverstone (Prinzessin v. Frankreich), Natascha McElhone (Rosaline) | Kenneth Branagh, der bereits in zahlreichen Shakespeare-Verfilmungen mitwirkte, übernahm bei dieser Musical-artigen Filmadaption sowohl die Regie, als auch die Rolle des Berowne. |

### Viel Lärm um nichts
| Jahr | Filmtitel           | Produktionsland                           | Regisseur           | Darsteller | Anmerkungen |
| ---- | ------------------- | ----------------------------------------- | ------------------- | --- | ----------- |
| 1964 | Viel Lärm um nichts | Deutsche Demokratische Republik           | Martin Hellberg     | Christel Bodenstein (Beatrice), Martin Flörchinger (Leonato), Arno Wyzniewski (Claudio)                                 |             |
| 1983 | Ljubowju sa ljubow  | Sowjetunion                               | Tatjana Beresonzewa | Larissa Udowitschenko (Beatrice), Aristarch Liwanow (Don Juan), Algis Arlauskas (Claudio)                               |             |
| 1993 | Viel Lärm um nichts | Vereinigte Staaten Vereinigtes Königreich | Kenneth Branagh     | Kenneth Branagh (Benedikt), Keanu Reeves (Don Juan), Emma Thompson (Beatrice), Denzel Washington (Don Pedro von Aragon) |             |
| 2012 | Viel Lärm um nichts | Vereinigte Staaten                        | Joss Whedon         | Alexis Denisof (Benedikt), Sean Maher (Don Juan), Amy Acker (Beatrice), Reed Diamond (Don Pedro von Aragon)             |             |

### Was ihr wollt
| Jahr | Filmtitel                       | Produktionsland                                  | Regisseur                  | Darsteller                                                                                                | Anmerkungen |
| ---- | ------------------------------- | ------------------------------------------------ | -------------------------- | --- | --- |
| 1910 | Twelfth Night                   | Vereinigte Staaten                               | Charles Kent Eugene Mullin | Florence Turner (Viola), Charles Kent (Malvolio), Julia Swayne Gordon (Olivia), Tefft Johnson (Orsino)    | |
| 1955 | Was ihr wollt                   | Sowjetunion                                      | Jan Frid                   | Klara Lutschko (Viola u. Sebastian), Wadim Medwedew (Orsino), Alla Larionowa (Olivia)                     | Schauspielerin Lutschko hatte sowohl die Rolle der Viola, als auch die ihres Zwillingsbruders Sebastian inne.                                                           |
| 1962 | Was ihr wollt                   | BR Deutschland                                   | Franz Peter Wirth          | Ingrid Andree ((Viola u. Sebastian)), Fritz Wepper (Valentin)                                             | |
| 1963 | Was ihr wollt                   | Deutsche Demokratische Republik                  | Lothar Bellag              | Christel Bodenstein (Viola), Hans-Günter Schmidt (Sebastian), Hannjo Hasse (Malvolio)                     | |
| 1965 | … nichts als Sünde              | Deutsche Demokratische Republik                  | Hanuš Burger               | Helga Cocková (Viola), Annekathrin Bürger (Olivia), Brigitte Krause (Maria)                               | Musical |
| 1988 | Twelfth Night, or What You Will | Vereinigtes Königreich                           | Paul Kafno                 | Frances Barber (Viola), Christopher Hollis (Sebastian), Anton Lesser (Feste), Caroline Langrishe (Olivia) | |
| 1996 | Was ihr wollt                   | Vereinigtes Königreich Irland Vereinigte Staaten | Trevor Nunn                | Imogen Stubbs (Viola), Steven Mackintosh (Sebastian), Ben Kingsley (Feste), Helena B. Carter (Olivia)     | Trevor Nunn, der viele shakespearesche Stücke fürs Theater inszenierte, passte die Vorlage an moderne Zeiten an und ließ die Geschehnisse in den 1920er Jahren spielen. |

### Wie es euch gefällt
| Jahr | Filmtitel           | Produktionsland                           | Regisseur       | Darsteller                                                                           | Anmerkungen                                                                  |
| ---- | ------------------- | ----------------------------------------- | --------------- | ------------------------------------------------------------------------------------ | ---------------------------------------------------------------------------- |
| 1936 | Wie es Euch gefällt | Vereinigtes Königreich                    | Paul Czinner    | Laurence Olivier (Orlando), Elisabeth Bergner (Rosalind)                             |                                                                              |
| 1958 | Wie es Euch gefällt | BR Deutschland                            | Ludwig Berger   | Walter Ueding (Orlando), Luitgard Im (Rosalind)                                      |                                                                              |
| 1978 | As You Like It      | Vereinigtes Königreich                    | Basil Coleman   | Richard Pasco (Jacques), Helen Mirren (Rosalind), Brian Stirner (Orlando),           | Film der BBC-Television-Shakespeare-Reihe (1978 bis 1985).                   |
| 2006 | Wie es euch gefällt | Vereinigte Staaten Vereinigtes Königreich | Kenneth Branagh | Kevin Kline (Jacques), Bryce Dallas Howard (Rosalind), Brian Blessed (Herzog Senior) | Branaghs Shakespeare-Adaption ist im Japan des 19. Jahrhunderts angesiedelt. |

### Zwei Herren aus Verona
| Jahr | Filmtitel                   | Produktionsland        | Regisseur      | Darsteller                                                                                             | Anmerkungen                                                |
| ---- | --------------------------- | ---------------------- | -------------- | --- | ---------------------------------------------------------- |
| 1966 | Die zwei Herren aus Verona  | BR Deutschland         | Harald Benesch | Jürgen Kloth (Valentin), Lothar Berg (Proteus), Anne-Marie Lermon (Julia), Carola Regnier (Silvia)     |                                                            |
| 1983 | The Two Gentlemen of Verona | Vereinigtes Königreich | Don Taylor     | John Hudson (Valentin), Tyler Butterworth (Proteus), Tessa Peake-Jones (Julia), Joanne Pearce (Silvia) | Film der BBC-Television-Shakespeare-Reihe (1978 bis 1985). |

## Historien
Obwohl in zahlreichen Stücken Shakespeares reale Personen der Zeitgeschichte (Macbeth, Julius Cäsar und Kleopatra) im Mittelpunkt stehen, bezeichnet man in der Regel die Stücke als Historiendramen (bzw. Historien), die in der ersten Folioausgabe von 1623 entsprechend eingeordnet wurden: König Johann, Richard II., Heinrich IV. (zweiteilig) und Heinrich der Fünfte, Heinrich VI. (dreiteilig), Richard III., Heinrich VIII. Eduard III., dessen Urheberschaft nicht zweifelsfrei geklärt wurde, wird ebenfalls Shakespeare zugerechnet.
Diese Stücke behandeln die Geschichte Englands vom 12. bis zum 16. Jahrhundert und sind nach dem jeweiligen Monarchen benannt, der zu dieser Zeit über das englische Königreich herrschte.

### König Johann
| Jahr | Filmtitel                       | Produktionsland                           | Regisseur             | Darsteller                                                                      | Anmerkungen                                                |
| ---- | ------------------------------- | ----------------------------------------- | --------------------- | ------------------------------------------------------------------------------- | ---------------------------------------------------------- |
| 1899 | King John                       | Vereinigtes Königreich                    | William K. L. Dickson | Herbert Beerbohm Tree (König Johann)                                            | Erste Filmaufnahme eines Shakespeare-Stückes               |
| 1936 | Saeed-e Havas                   | Britisch-Indien                           | Sohrab Modi           | Sohrab Modi (König Johann)                                                      | Urdu-Adaption King Johns von Aga Hashr Kashmiri            |
| 1984 | The Life and Death of King John | Vereinigtes Königreich Vereinigte Staaten | David Giles           | Leonard Rossiter (König Johann), Luc Owen (Arthur), Charles Kay (König Philipp) | Film der BBC-Television-Shakespeare-Reihe (1978 bis 1985). |

### Richard II.
| Jahr | Filmtitel                      | Produktionsland        | Regisseur       | Darsteller                                        | Anmerkungen                                      |
| ---- | ------------------------------ | ---------------------- | --------------- | ------------------------------------------------- | ------------------------------------------------ |
| 1950 | The Tragedy of King Richard II | Vereinigtes Königreich | Royston Morley  | Alan Wheatley (Richard II.)                       |                                                  |
| 1954 | Richard II                     | Vereinigte Staaten     | George Schaefer | Maurice Evans (Richard II.)                       |                                                  |
| 1978 | King Richard the Second        | Vereinigtes Königreich | David Giles     | Derek Jacobi (Richard II.)                        |                                                  |
| 1982 | Richard II                     | Vereinigte Staaten     | William Woodman |                                                   |                                                  |
| 1997 | Richard II                     | Vereinigtes Königreich | Deborah Warner  | Fiona Shaw (Richard II.)                          |                                                  |
| 2000 | Richard II.                    | BR Deutschland         | Claus Peymann   | Michael Maertens (Richard II.)                    |                                                  |
| 2003 | Richard II                     | Vereinigtes Königreich |                 | Mark Rylance (Richard II.)                        |                                                  |
| 2012 | Richard II                     | Vereinigtes Königreich |                 | Ben Whishaw (Richard II.) Patrick Stewart (Gaunt) | Teil 1 der BBC-TV-Serie „The Hollow Crown“       |
| 2014 | Richard II                     | Vereinigtes Königreich | Gregory Doran   | David Tennant (Richard II.)                       | Live-Aufnahme der Royal Shakespeare Company 2013 |

### Heinrich IV.
| Jahr | Filmtitel       | Produktionsland        | Regisseur    | Darsteller                                                                              | Anmerkungen                              |
| ---- | --------------- | ---------------------- | ------------ | --------------------------------------------------------------------------------------- | ---------------------------------------- |
| 2012 | Henry IV Part 1 | Vereinigtes Königreich | Richard Eyre | Jeremy Irons (Heinrich IV.), Tom Hiddleston (Prinz Hal), Simon Russell Beale (Falstaff) | Teil der BBC-TV-Serie "The Hollow Crown" |
| 2012 | Henry IV Part 2 | Vereinigtes Königreich | Richard Eyre | Jeremy Irons (Heinrich IV.), Tom Hiddleston (Prinz Hal), Simon Russell Beale (Falstaff) | Teil der BBC-TV-Serie "The Hollow Crown" |

### Heinrich V.
| Jahr | Filmtitel   | Produktionsland        | Regisseur        | Darsteller                                                                      | Anmerkungen                                                                               |
| ---- | ----------- | ---------------------- | ---------------- | ------------------------------------------------------------------------------- | ----------------------------------------------------------------------------------------- |
| 1944 | Heinrich V. | Vereinigtes Königreich | Laurence Olivier | Laurence Olivier (Heinrich V.), Felix Aylmer (Erzbischof v. Canterbury)         | Zum Zeitpunkt der Fertigstellung der teuerste britische Film; vierfach Oscar-nominiert.   |
| 1989 | Henry V.    | Vereinigtes Königreich | Kenneth Branagh  | Kenneth Branagh (Heinrich V.), Derek Jacobi (Chor), Simon Shepherd (Gloucester) | Vielfach ausgezeichneter Film: erhielt u. a. 1990 den Oscar für das „Beste Kostümdesign“. |
| 2012 | Henry V     | Vereinigtes Königreich | Thea Sharrock    | Tom Hiddleston (Heinrich V.)                                                    | Teil der BBC-TV-Serie "The Hollow Crown"                                                  |

### Heinrich VI.
| Jahr | Filmtitel       | Produktionsland        | Regisseur     | Darsteller                                                                                           | Anmerkungen                                                                       |
| ---- | --------------- | ---------------------- | ------------- | --- | --------------------------------------------------------------------------------- |
| 2016 | Henry VI Part 1 | Vereinigtes Königreich | Dominic Cooke | Hugh Bonneville (Gloucester), Sophie Okonedo (Königin Margaret)                                      | Teil der BBC-TV-Serie "The Hollow Crown". Verfilmung der Teile 1 und 2 des Dramas |
| 2016 | Henry VI Part 2 | Vereinigtes Königreich | Dominic Cooke | Hugh Bonneville (Gloucester), Sophie Okonedo (Königin Margaret), Benedict Cumberbatch (Richard III.) | Teil der BBC-TV-Serie "The Hollow Crown". Verfilmung von Teil 3 des Dramas        |

### Richard III.
| Jahr | Filmtitel                       | Produktionsland                           | Regisseur                                | Darsteller                                                                                    | Anmerkungen                                                                                |
| ---- | ------------------------------- | ----------------------------------------- | ---------------------------------------- | --------------------------------------------------------------------------------------------- | ------------------------------------------------------------------------------------------ |
| 1908 | Richard III                     | Vereinigte Staaten                        | James Stuart Blackton, William V. Ranous | William V. Ranous (Richard III.)                                                              |                                                                                            |
| 1911 | Richard III                     | Vereinigtes Königreich                    | Frank R. Benson                          | Frank R. Benson (Richard III.)                                                                | Aufnahme aus dem Shakespeare Memorial Theatre                                              |
| 1912 | Richard III.                    | Frankreich Vereinigte Staaten             | André Calmettes, James Keane             | Frederick Warde (Richard III.), Robert Gemp (Edward IV.), Carey Lee (Königin Elisabeth)       | Stummfilm; ältester noch erhaltener, US-amerikanischer Langspielfilm.                      |
| 1955 | Richard III.                    | Vereinigtes Königreich                    | Laurence Olivier                         | Laurence Olivier (Richard III.), Cedric Hardwicke (Edward IV.), Ralph Richardson (Buckingham) |                                                                                            |
| 1964 | König Richard III.              | BR Deutschland                            | Fritz Umgelter                           | Wolfgang Kieling (Richard III.), Maria Becker (Königin Margarethe)                            |                                                                                            |
| 1983 | The Tragedy of Richard III.     | Vereinigtes Königreich                    | Jane Howell                              | Ron Cook (Richard III.) Michael Byrne, (Buckingham)                                           | BBC-Fernsehfassung                                                                         |
| 1995 | Richard III.                    | Vereinigtes Königreich Vereinigte Staaten | Richard Loncraine                        | Ian McKellen (Richard III.), Annette Bening (Elisabeth), Jim Broadbent (Buckingham)           | In die Neuzeit (England der 1930er Jahre) verlagerte Shakespeare-Adaption                  |
| 1996 | Al Pacino’s Looking for Richard | Vereinigte Staaten                        | Al Pacino                                | Al Pacino (Richard III.), Alec Baldwin (Clarence), Kevin Spacey (Buckingham)                  | Dokumentation über Shakespeare und Richard III. mit gespielten Szenen aus dem Theaterstück |
| 2016 | Richard III.                    | Vereinigtes Königreich                    | Dominic Cooke                            | Benedict Cumberbatch (Richard III.) Judi Dench (Duchess of York), Ben Daniels (Buckingham)    | letzter Teil der BBC-TV-Serie „The Hollow Crown“                                           |
| 2024 | Kein Tier. So Wild.             | Deutschland                               | Burhan Qurbani                           | Kenda Hmeidan Verena Altenberger, Hiam Abbass                                                 |                                                                                            |